# ナハル・メアロット
ナハル・メアロット (Nahal Me'arot) ないしナハル・マアロット (Nahal Ma'arot)は、イスラエルのカルメル山西側斜面にある渓谷で、ヘブライ語で「洞窟群の渓谷」を意味する。その名が示すように、人類の進化の研究上重要な4つの洞窟群が残っている地域であり、およそ50万年前からの進化の推移を伝える点や、ネアンデルタール人と現生人類の関わりを示す遺跡が存在する点などが評価され、「人類の進化を示すカルメル山の遺跡群:ナハル・メアロット（ワディ・エル＝ムガーラ）の洞窟群」の名で2012年にUNESCOの世界遺産リストに登録された。
世界遺産登録名にあるワディ・エル＝ムガーラは、ナハル・メアロットのアラビア語名で、調査が行われ始めた時期には、そちらの名称で呼ばれていた（意味は同じである）。

## 洞窟群
ナハル・メアロットにあるのはタブーン、スフール、エル＝ワド、ジャマルの4つの洞窟であり、世界遺産登録地域と一致している。それらの洞窟のうち、最初の3洞窟は、1929年にイギリスのドロシー・ギャロッドらの調査隊が初めて本格的に調査した。この調査は1934年まで続き、ギャロッドは帰国後の1939年に女性初のケンブリッジ大学考古学のディズニー教授職になった。ギャロッドらの調査は、初期のネアンデルタール研究史において重要な調査のひとつであったと見なされている。
第三次中東戦争（1967年）の後に、多くの大学が調査に赴くようになり、イスラエル政府は1971年にナハル・メアロットの洞窟群周辺に、「ナハル・メアロット自然保護区」を設定した。現在、これらの洞窟群はイスラエル自然・公園局が管理している。
国際記念物遺跡会議 (ICOMOS) は、カルメル山に残る4つの洞窟それぞれの意義を次のようにまとめている。
スフール洞窟とタブーン洞窟は、現生人類の起源とネアンデルタール人の運命に関連するヒトの遺物と加工品の存在によって、人類の進化のどの概説でも採り上げられている。エル＝ワド洞窟は、食糧生産と定住生活の初期段階の痕跡によって、世界的に知られている。ジャマル洞窟は木製・石製の家財道具や皮革製品なども含めて、中期旧石器時代の物質文化の傑出した証拠が発見された場所である。

### タブーン洞窟
タブーン洞窟 (Tabun cave) は「炉の洞窟」の意味で、ナハル・メアロットの洞窟群では一番西に位置している。タブーンには約50万年前から約4万年前までの人類進化の痕跡が残されているが、その環境は時代ごとに大きく変わったと考えられており、海水面の上昇や下降に応じ、海岸線も近接したり遠ざかったりと変化し、食文化にも影響を及ぼした。それらの時期を通じて、洞窟内には砂、シルト、粘土などの層が堆積し、およそ23mにおよぶ。最下層の堆積物には大量の海砂が含まれている。このことと、発見された花粉の痕跡は、その時代が相対的に温暖な時期であったことを示している。融解した氷河は海水面を上昇させ、地中海の海岸線も現在とは異なっていた。海岸平野は現在よりも狭く、サバナの植生に覆われていた。当時の洞窟の住民たちはフリントや石灰岩のハンドアックスで、海岸平野に生息していたガゼル、カバ、サイ、ウシなどを仕留めたり、植物の根を掘り出したりしていた。道具はゆっくりとではあるが改良されていったので、ハンドアックスもより小型化し、刃も一層鋭利になっていった。また、スクレーパーがフリントの核石から削り取られた剥片で作製されており、骨から肉を削り取るときや、動物の皮を剥ぐ時に使われたものと考えられている。タブーン洞窟の上層は主に粘土とシルトで構成されており、氷河が再び形成され、より寒冷で湿潤な気候になったことを示している。この気候変動は、鬱蒼とした森林や沼地に覆われたより広い海岸部をもたらした。上層部から出土する遺物は、ムスチエ文化（約20万年前 - 45000年前）に属している。薄い薄片から作られたフリントの小道具群がこの層では支配的で、多くがルヴァロワ技法を使用して生み出されている。これらの層は上から順にG層まで分類されており、約22万年前から約15万年前と見積もられているE層は、ネアンデルタール人の居住層として最古と見なされている。
タブーン洞窟は、ナハル・メアロットの中でギャロッドが最初に調査した洞窟である。彼女の調査によって、前述のムスチエ文化の大量の石器群だけでなく、タブーンC層から、ネアンデルタール人女性の全身骨格（タブーン1）と男性の顎の骨（タブーン2）が発見された。当初、タブーン1は4、5万年前と推測されていたが、ESR法での年代測定によって11万年前のネアンデルタール人と判定された。この女性人骨は、イスラエルで出土したヒトの全身骨格の中では、最古の部類に属している。

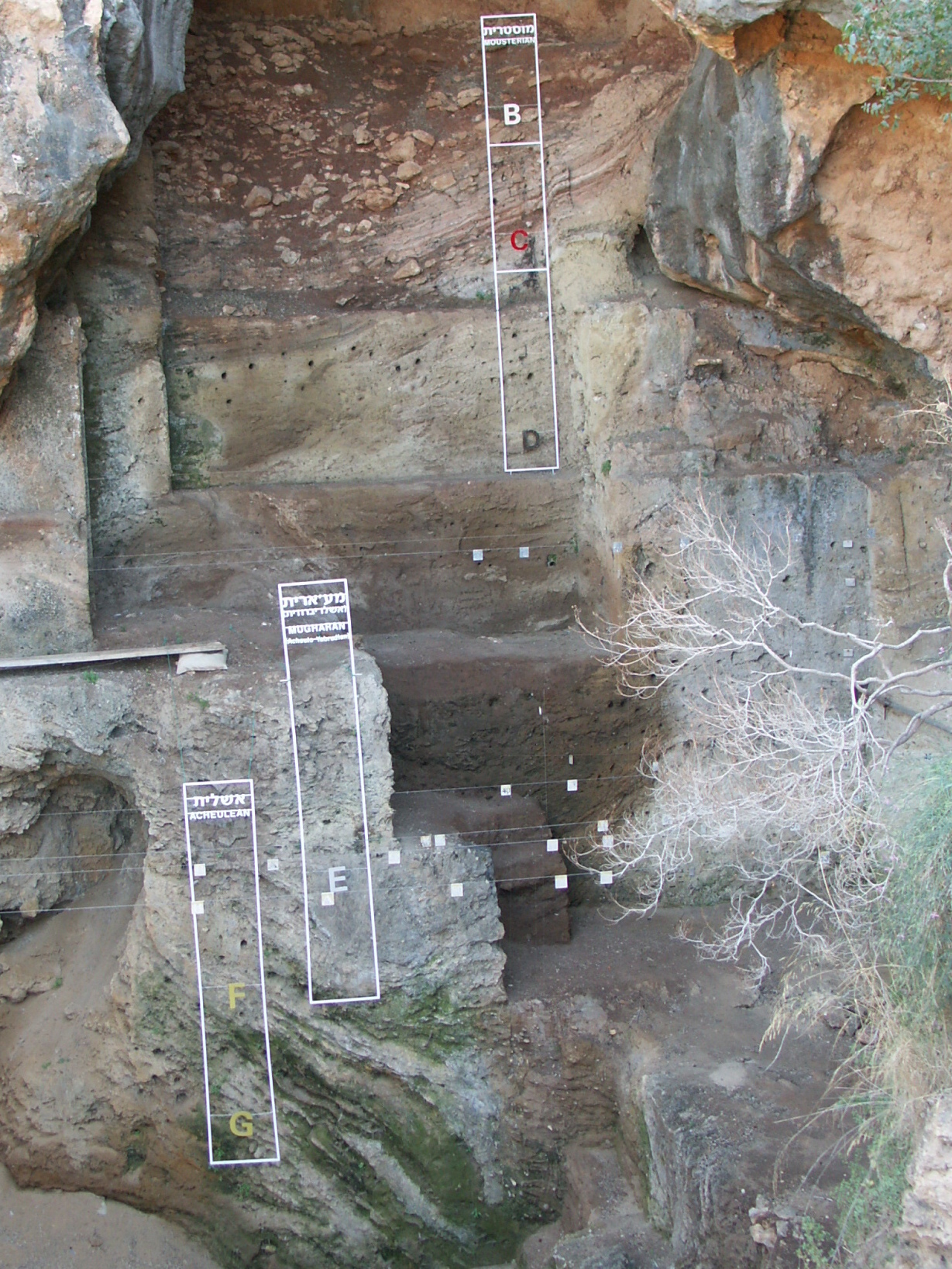
タブーン洞窟
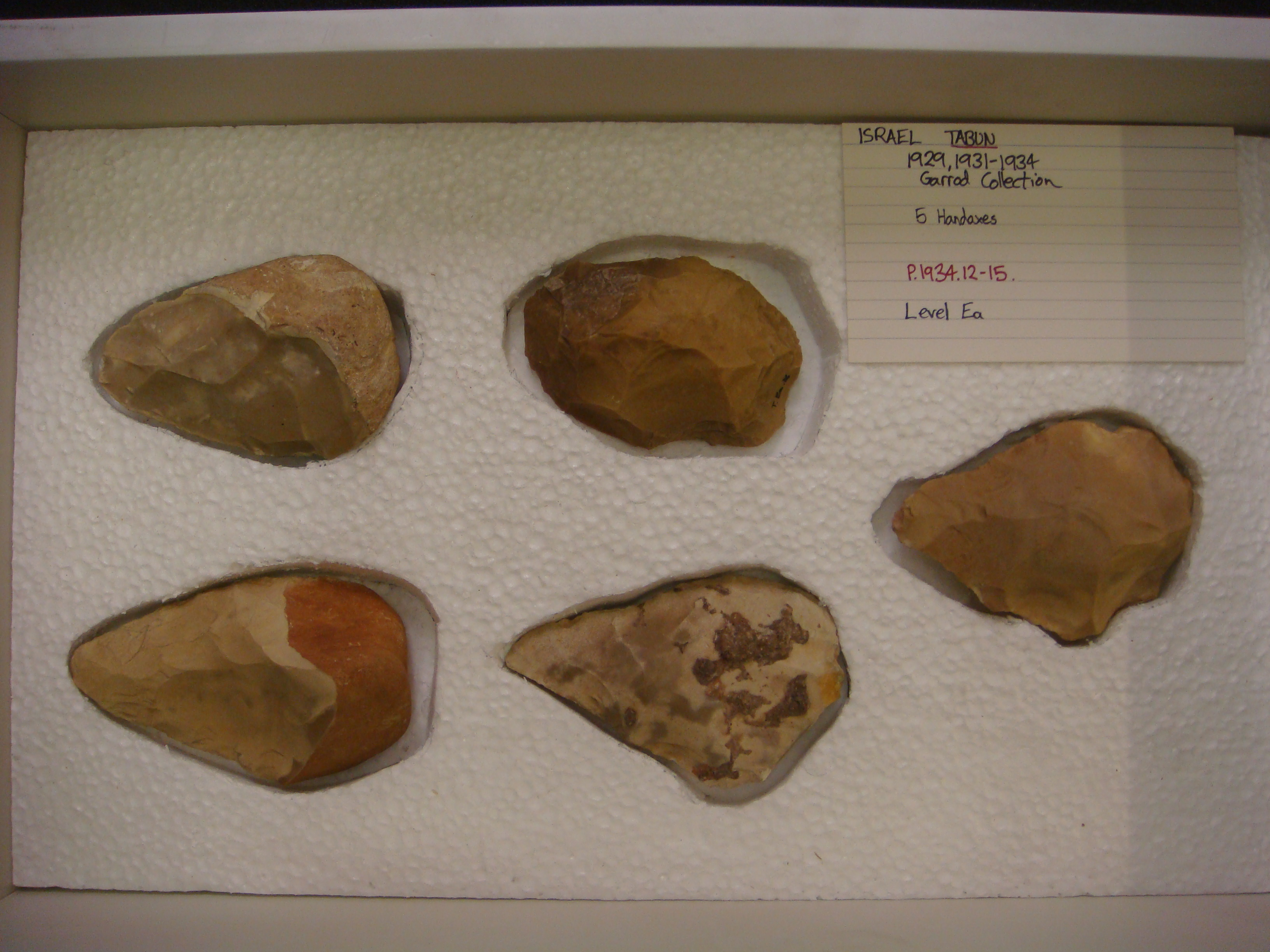
1929年から1934年の発掘で出土したハンドアックス群

### スフール洞窟
スフール洞窟 (Skhul cave) は「子山羊の洞窟」の意味で、他の3つの洞窟から離れて、一番東に位置している。1932年にギャロッドが調査を始めたが、タブーンに比べると小規模だったため、当初はタブーンのついでに調査を行うとばかりに、大した成果は期待されていなかった。しかし、ここからは重要な発見がいくつかあった。スフールの地層は大きくA、B、Cに分類されている。一番上のA層からはナトゥフ文化やオーリニャック文化の石器が見つかっている。その下のB層からは中期旧石器が多く見つかっている。さらに下のC層になると、動物の骨も見つからず、石器もまばらにしか含まれていない。
このうち最も重要なのがB層で、ここから10体の人骨が発見された。それらはホモ・サピエンスの特色を備えており、あわせてムスチエ文化の石器が1万点以上出土した。それらの人骨のいくつかは、出土の状況から、明らかに埋葬の文化を持っていたことが推測されており、現在知られている中ではそうした文化の証拠としては最古の部類に属する。この中でも、とくに状態の良かった成人男性の全身骨格「スフール5」は、イノシシの骨を抱くようにして埋葬されており、イノシシの骨は副葬品であった可能性が指摘されている。また、同じく成人男性の全身骨格「スフール4」は、副葬品らしきものは伴っていないが、腕や足を折りたたむようにして出土しており、これも埋葬されたものと見なされている。
スフール5は、当初4、5万年前と見積もられていたにもかかわらず、ネアンデルタール的特色を備えているホモ・サピエンスとして、混血の証拠ではないかと議論になった。現在ではESR法の測定によって、タブーン1に近い10万年前後と見積もられており、ネアンデルタール人に近い特色は混血によるものではなく、ホモ・サピエンスの中でも早期に属することが理由と考えられている。タブーン1と近い時期であったことが確認されたことで、ホモ・サピエンスとネアンデルタールがほぼ共存していたことが明らかになったが、直接的な接点があったかどうかは不明である。少なくとも、寒冷化が進んだ時期にはネアンデルタール人がヨーロッパから南下し、温暖化が進むと彼らが後退する代わりにアフリカからホモ・サピエンスが北上するといった生息域の交代は起きていたようである。このスフール5の時代から4、5万年ほどの間、ホモ・サピエンスの痕跡は見られなくなる。こうしたことから、その時点でナハル・メアロットや近隣のカフゼーなどにいたホモ・サピエンスは、その後のユーラシア大陸への拡散には直接的に貢献しなかったらしいと考えられている。
2006年になると、スフール洞窟から出土していたムシロガイ (Nassarius gibbosulus) をつなぎ合わせたビーズが再発見された。これは1930年代に発見されていたにもかかわらず、博物館資料にしまわれたままになっていたものである。この再発見により、この種の装身具の製作が10万年以上までさかのぼることが明らかになった。
スフール洞窟の真下にあるポンプ場と周辺の外来種のユーカリ林は資産の真正性を脅かしている。

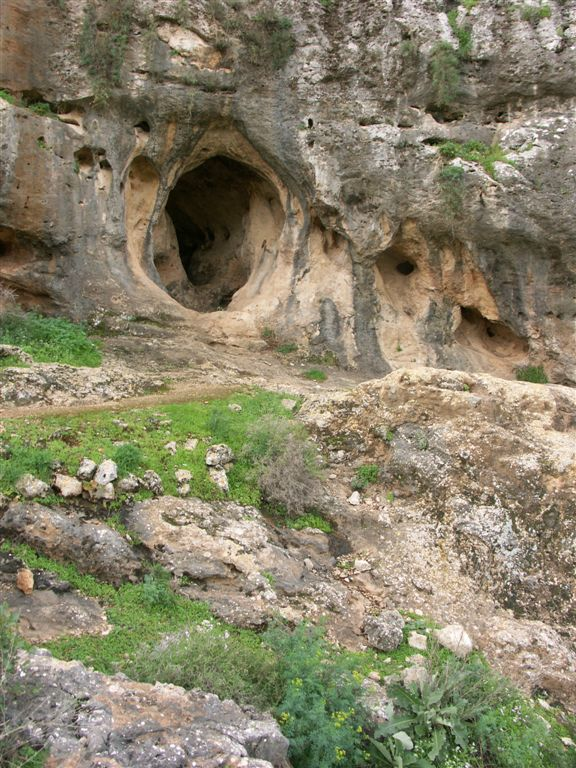
スフール洞窟
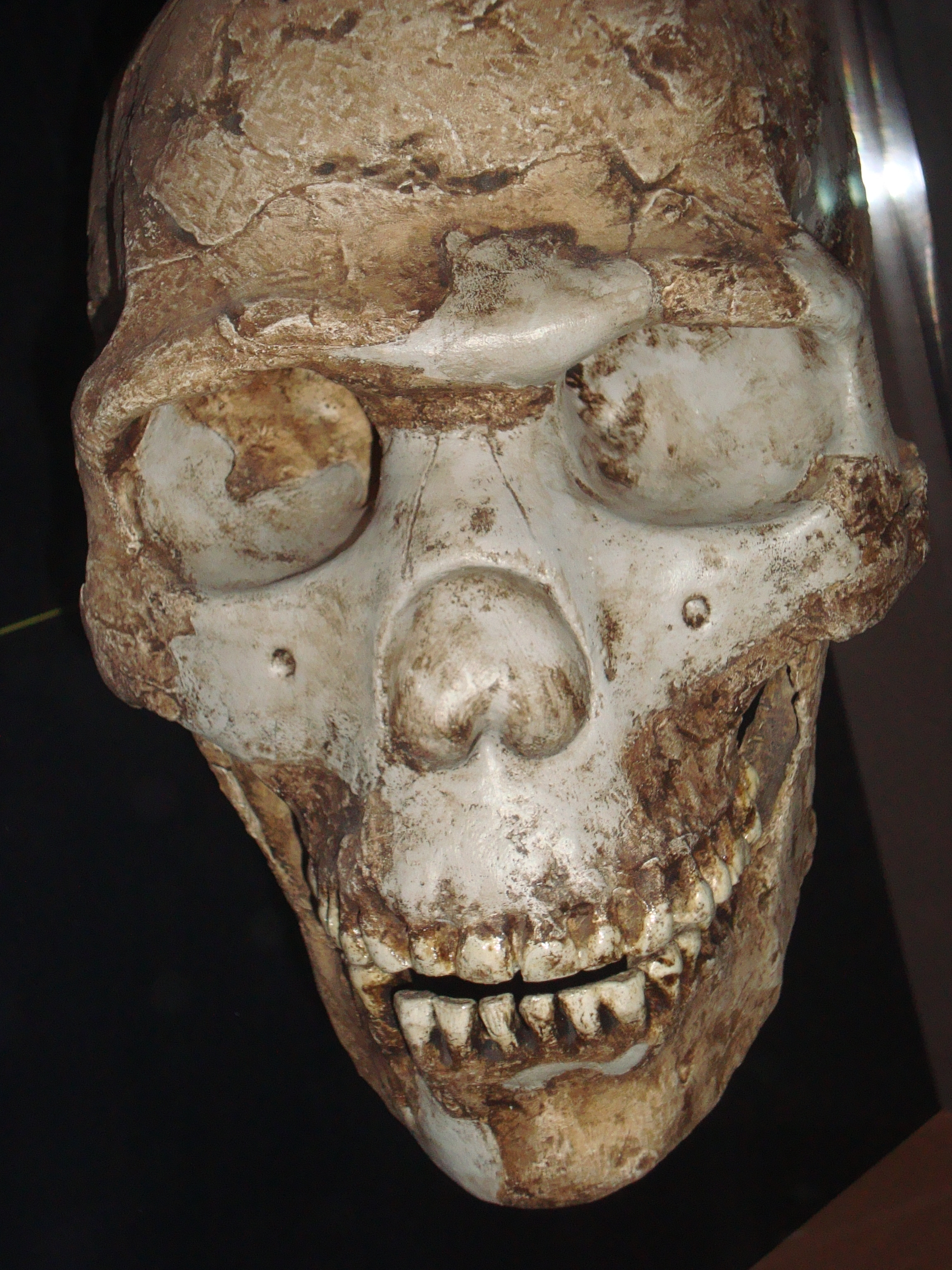
出土した人骨

### エル＝ワド洞窟
エル＝ワド洞窟 (El-Wad cave) は「渓流の洞窟」の意味で、一連の洞窟の中では長さと深さの点で一番である。ギャロッドの調査対象になった洞窟のひとつであり、中期旧石器時代から新石器時代に該当する約6万年前から6000年前の遺物が発見されており、登録対象の中では唯一亜旧石器時代と新石器時代に属する層を含む。
ナトゥフ文化期の石の住居の痕跡や100体分以上に該当すると思われる人骨が発見された墓所とも見なされている遺跡が見つかっている。また、付随する段丘では農耕や牧畜の痕跡が発見されており、狩猟採集生活からの移行を示すと見なされている。

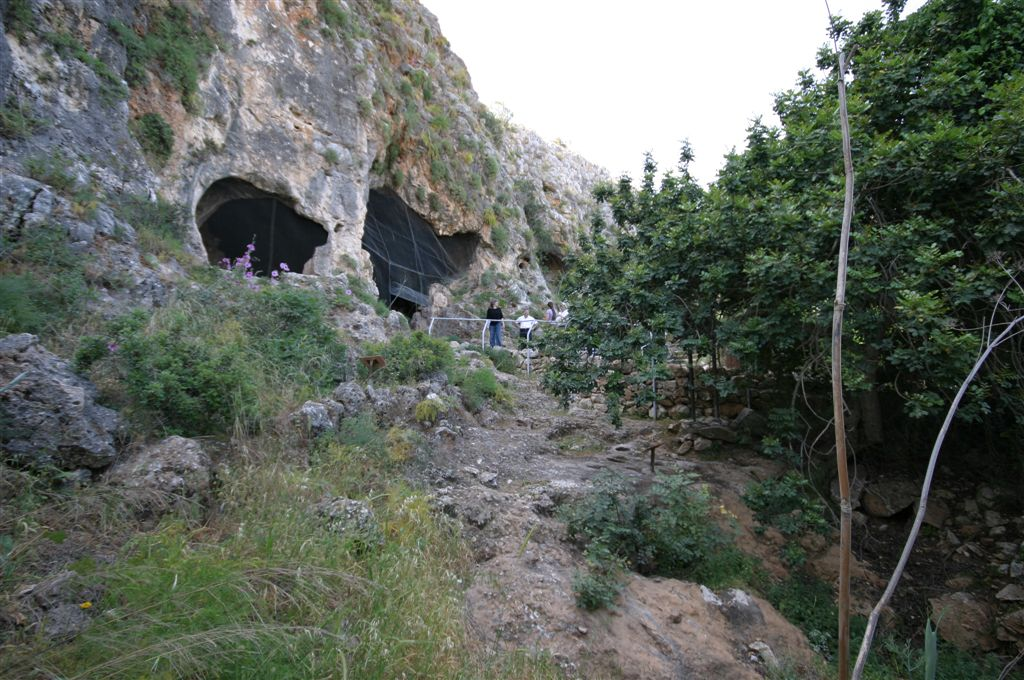
エル＝ワドの洞窟と段丘
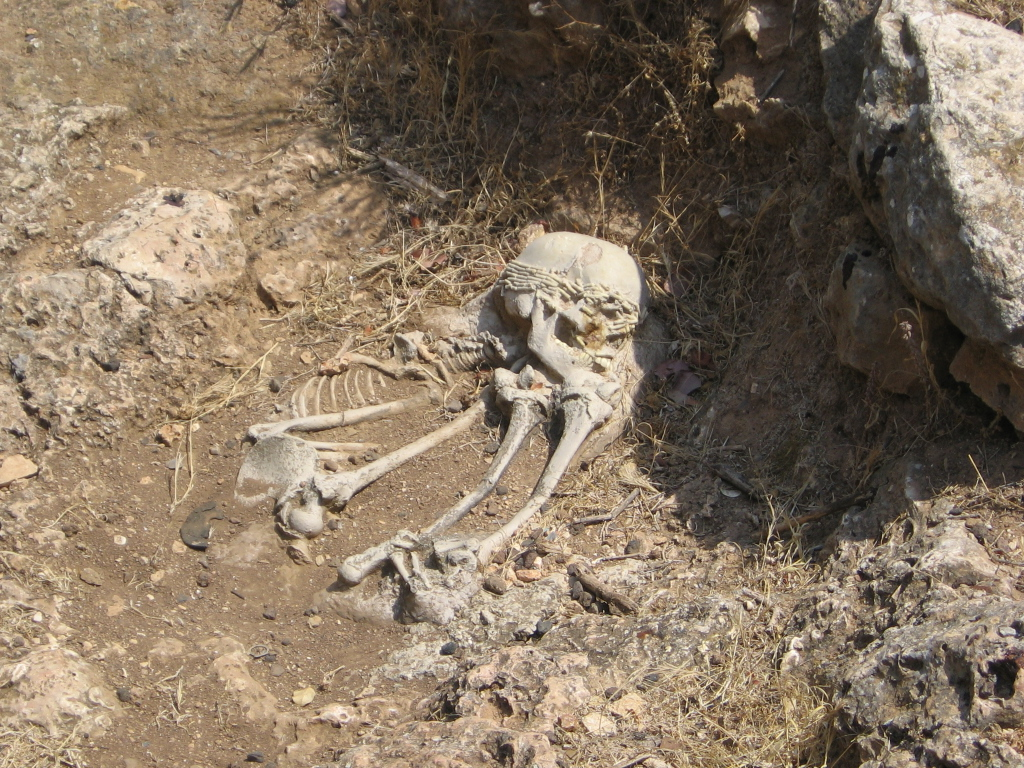
エル＝ワドの埋葬遺跡
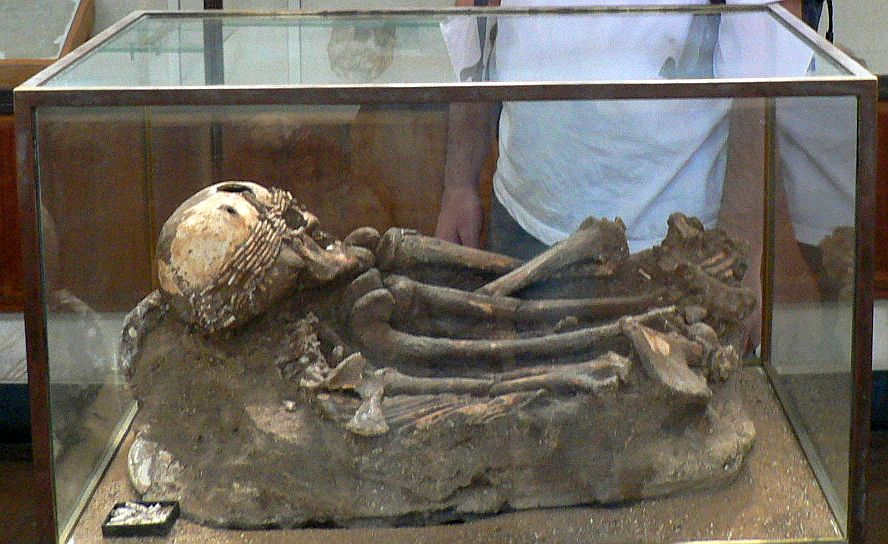
エル＝ワドで出土した人骨

### ジャマル洞窟
ジャマル洞窟 (Jamal cave) は「ラクダの洞窟」の意味で、タブーン洞窟とエル＝ワド洞窟にはさまれた場所に位置している。ギャロッドの調査に先立つ1928年の試掘で調査対象になった洞窟ではあったが、本格的な調査は1990年代に入ってからのことであり、イスラエル当局による推薦書でも、4つの洞窟の中で最も知名度が低いと位置づけられている。
この洞窟では約40万年前から約25万年前のアシューロ＝ヤブルディアン複合と呼ばれるアシュール文化とムスチエ文化の架橋的時期の石器などが出土している。

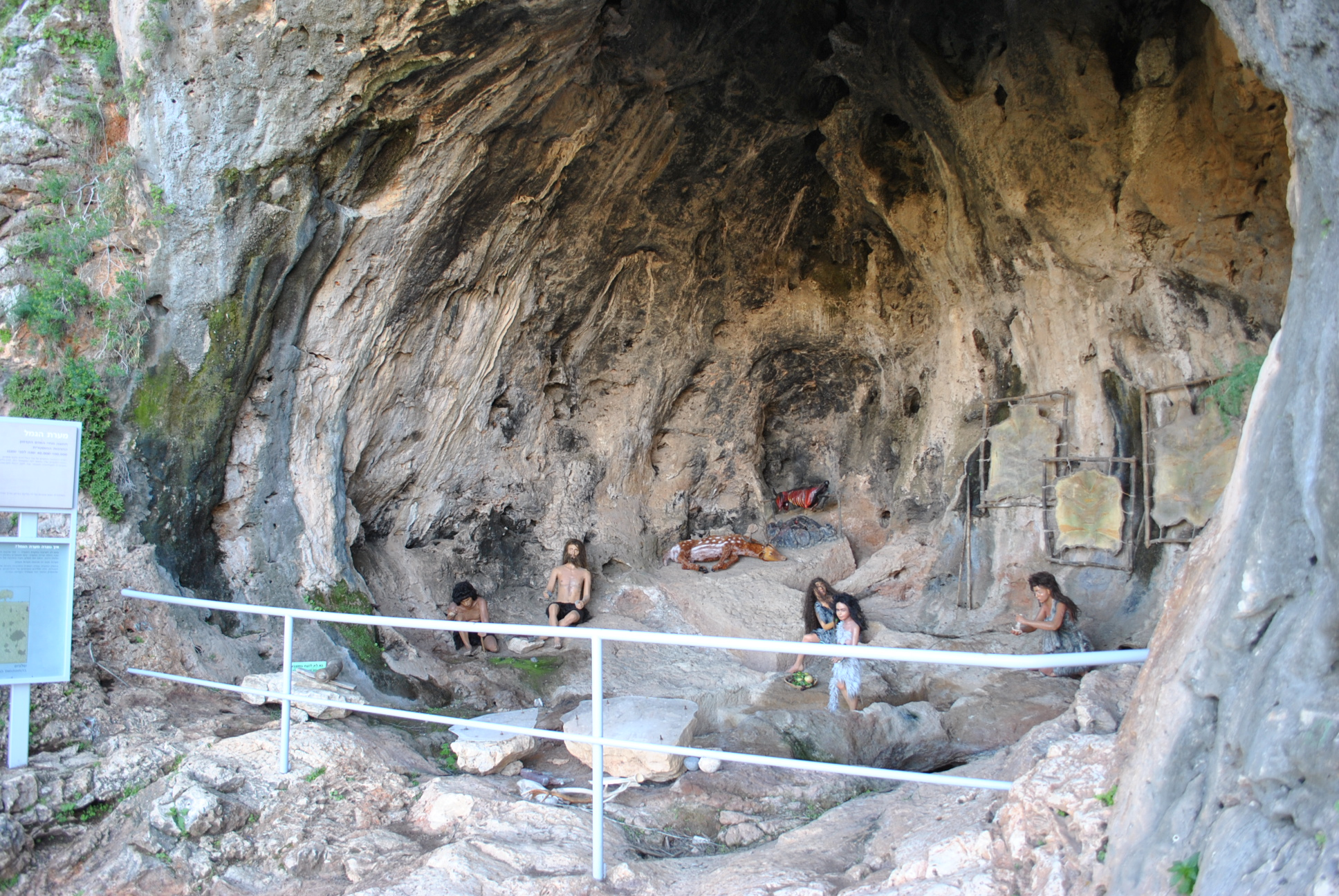
ジャマル洞窟
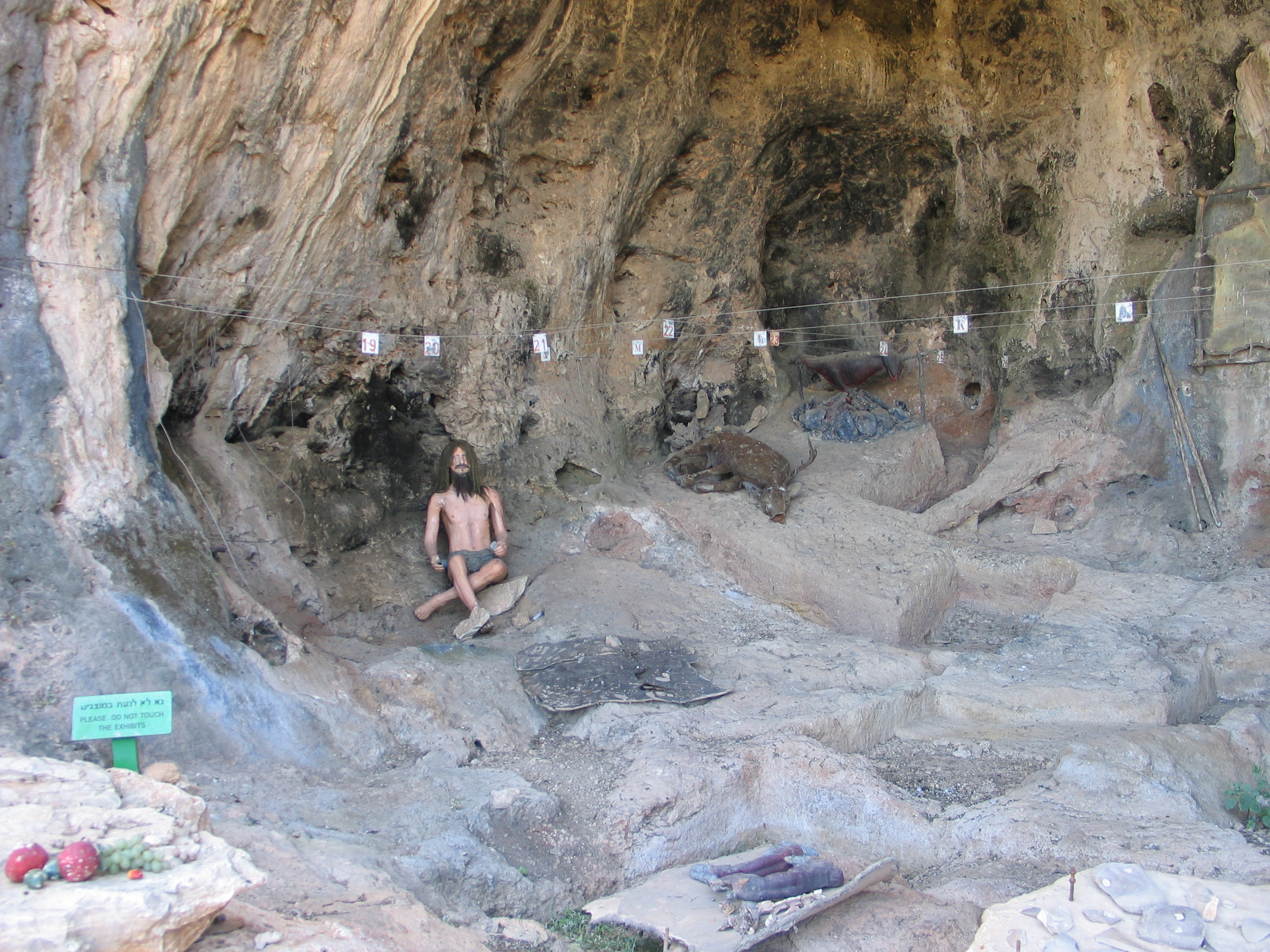
中におかれているのは復元模型

## 世界遺産

### 登録経緯
ナハル・メアロットの洞窟群の重要性は、1997年にクリストファー・ストリンガーらがまとめたICOMOSのテーマ研究「世界遺産リスト登録の可能性のある人類化石遺跡群」でも示されていた。そこでは、登録が強く勧告される6遺跡として「クービ・フォラとトゥルカナ盆地」（ケニア、1997年登録）、「アタプエルカ」（スペイン、2000年登録）、「スタルクフォンテイン渓谷」（南アフリカ共和国、1999年登録）、「ハダール/アファール」（エチオピア）、「ドルドーニュの化石洞窟群」（フランス）など、後に実際に世界遺産登録された遺跡を含む5件とともに、「カルメル山」が挙げられていた。
カルメル山が実際に世界遺産の暫定リストに記載されたのは、2000年6月30日のことだったが、そのときの名称は「先史時代の遺跡群 : ウバディヤ、シャアル・ハゴラン、カルメル山」(Pre-historic Sites : Ubadiyya, Sha'ar Hagolan, Mount Carmel) だった。。
構成資産を見直した上で2011年1月27日に複合遺産として正式に初推薦され、世界遺産委員会の諮問機関である国際記念物遺跡会議(ICOMOS, 文化遺産担当)、国際自然保護連合(IUCN, 自然遺産担当)の現地調査などが行われた。その結果を踏まえた勧告が翌年春に出されたが、文化遺産の側面は「登録」が勧告されたものの、自然遺産の側面は「不登録」の勧告であった。イスラエル当局は、人類進化の重要な段階を物語る遺跡という点が、世界遺産の登録基準のうち、自然遺産に適用される「生命進化の記録」（基準 8）を満たすと判断したが、IUCNは基準 (8) に該当するとして登録されてきた世界遺産、すなわちバージェス頁岩、州立恐竜公園、メッセル採掘場などのように、数千万年から数億年単位でさかのぼる進化の記録に比べれば、対象となる時期が狭く、新しすぎるとして、従来どおり、化石人類の遺跡について自然遺産とは認めなかった。
2012年の第36回世界遺産委員会でもそうした判断が覆らなかったため、この推薦資産は文化遺産として登録された。

### 登録名
世界遺産としての正式登録名は、Sites of Human Evolution at Mount Carmel: The Nahal Me’arot / Wadi el-Mughara Caves （英語）、Sites de l’évolution humaine du mont Carmel : les grottes de Nahal Me’arot / Wadi el-Mughara （フランス語）である。その日本語訳は資料によって以下のような違いがある。
- 人類の進化を示すカルメル山の遺跡:ナハル・メアロット/ワディ・エルムガーラ渓谷の洞窟群 （日本ユネスコ協会連盟）[43]
- カルメル山の人類の進化を示す遺跡群:ナハル・メアロット/ワディ・エルムガラ洞窟 （世界遺産アカデミー）[44]
- カルメル山の人類進化の遺跡群:ナハル・メアロット洞窟とワディ・エル・ムガラ洞窟（古田陽久 古田真美）[45]
- カルメル山の人類の進化に関する遺跡:ナハル・マアロット/ワディ・エルムガーラ洞窟（西和彦）[46]
- カルメル山の人類進化の遺跡群:ナハル・メアロット洞窟/ワディ・エル・ムガラ洞窟群（なるほど知図帳）[47]
- カルメル山の人類進化遺跡:ナハル・マロット/ワディ・エル・ムガラ洞窟（今がわかる時代がわかる地図帳）[48]

### 登録基準
この世界遺産は世界遺産登録基準のうち、以下の条件を満たし、登録された（以下の基準は世界遺産センター公表の登録基準からの翻訳、引用である）。
- (3) 現存するまたは消滅した文化的伝統または文明の、唯一のまたは少なくとも稀な証拠。
  - この基準は、アシュール文化、ムスチエ文化、ナトゥフ文化を含む約50万年にわたる進化の歴史をとどめ、この期間の長さが世界でも最長の部類に属していることなどに対して適用された[49]。

- (5) ある文化（または複数の文化）を代表する伝統的集落、あるいは陸上ないし海上利用の際立った例。もしくは特に不可逆的な変化の中で存続が危ぶまれている人と環境の関わりあいの際立った例。
  - この基準は、人類が定住生活や食料の生産へと移行した時期の貴重な痕跡が残されていることなどに対して適用された[49]。